# 石井六哉
石井 六哉（いしい ろくや、1945年 - ） は、日本の電気工学者。横浜国立大学名誉教授。元電子情報通信学会基礎・境界ソサイエティ会長。

## 人物・経歴
1967年東京工業大学工学部卒業。1972年東京工業大学大学院理工学研究科博士課程修了、工学博士。1996年計測自動制御学会フェロー。1999年電子情報通信学会基礎・境界ソサイエティ会長。2011年横浜国立大学名誉教授。

## 著書
- 『伝送回路演習』（辻井重男と共著）コロナ社 1984年
- 『線形回路解析演習』（藤井信生と共著）朝倉書店 1987年
- 『回路理論』昭晃堂 1988年
- 『シグナルプロセッサのソフトウェア』（小野定康と共著）コロナ社 1989年
- 『エンサイクロペディア電子情報通信ハンドブック』（電子情報通信学会ハンドブック委員会編）オーム社 1998年
- 『信号と処理 上』コロナ社 2008年
- 『信号と処理 下』コロナ社 2008年
- 『理工系のための解く!電気回路 1（交流・基礎編）』（竹村泰司, 濱上知樹, 市毛弘一と共著）講談社 2010年
- 『理工系のための解く!電気回路 2（過渡応答・解析編）』（竹村泰司, 濱上知樹, 市毛弘一と共著）講談社 2011年